# No. 10 (Inter-Allied) Commando

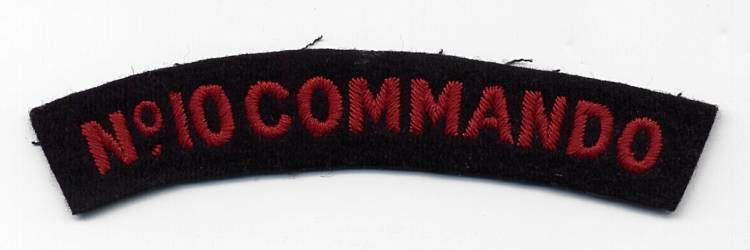
Insigne du Commando interalliés N°10.

Le No. 10 (Inter-Allied) Commando (« Commando interalliés numéro 10 ») est une unité de commando de l'armée britannique au cours de la Seconde Guerre mondiale, recrutée en grande partie parmi de personnel non britannique de l'Europe occupée par l'Allemagne. Cette unité, active de 1942 à 1945, est utilisée pour aider à coordonner les opérations avec les autres forces alliées.
À l'origine unité de volontaires britanniques, en juillet 1942, l'unité est de nouveau constituée en tant que force multinationale, recrutant des volontaires de l'Europe occupée par l'Allemagne. Elle comprend donc des volontaires de France, de Belgique, des Pays-Bas, de Norvège, du Danemark, de Pologne et de Yougoslavie, organisés en sous-unités indépendantes dénommées « troupes ».
Deux d'entre-elles, les Commandos Kieffer et la troupe X, respectivement constituées de fusiliers marins commandos français et de juifs allemands, ont débarqué le 6 juin 1944 lors du débarquement de Normandie.